# Livezeni (cartier)
Livezeni (maghiară Jeddi út) este un cartier din Târgu Mureș.